# Navasota (rivière)
Pour l’article homonyme, voir Navasota.
La Navasota est une rivière du Texas aux États-Unis, affluent du Brazos.
Elle prend sa source au nord-est de Mount Calm, dans le sud-est du comté de Hill, puis s'écoule vers le sud-est sur environ 200 kilomètres avant de se jeter dans le Brazos près de la ville de Navasota. Elle fait office de séparation entre les comtés de Leon et Robertson, puis de Madison et Brazos et enfin de Madison et Grimes.
Plusieurs barrages ont été érigés sur son cours, formant les lacs Mexia, Springfield, Joe Echols, Groesbeck, Limestone, Martin et Fort Parker.